# 吳山 (嘉靖進士)
吴山（1500年—1577年），字曰静、又字仁甫，号筠泉。江西高安縣人，明朝政治人物，探花及第。官至禮部尚書。

## 生平
嘉靖四年（1525年）乙酉科江西鄉試第三十二名。嘉靖十四年（1535年）第一甲第三名進士。授翰林院編修。以修成列圣御制文集等書，二十四年正月升左春坊左赞善，赐五品服色，升俸一级，復参与续纂《大明会典》。二十五年八月与左中允李本主考順天府鄉試，二十九年閏六月升左庶子兼翰林院侍讲，掌南京翰林院事，三十年十二月升太常寺卿，管国子监祭酒事，三十二年閏三月升禮部右侍郎，九月累官禮部左侍郎。嘉靖三十五年（1556年）四月，改吏部左侍郎。改官不数日，代王用賓任礼部尚书兼翰林院学士，次年加太子太保。因得罪權臣嚴嵩，又以救护日食忤旨，四十年三月冠带闲住。
穆宗即位，召為南京禮部尚書，堅辭不赴。萬曆五年卒，贈少保，諡文端。著有《吴文端集》等。

## 家族
曾祖吳浩；祖父吳子機；父吳文選。母朱氏。具庆下。兄曰禮。弟曰鑑、曰衛。

## 外部連結
- 刚正不阿---吴山[永久]
- 吴山（页面存档备份，存于）

| 官衔          | 官衔                       | 官衔        |
| ------------- | -------------------------- | ----------- |
| 前任： 王用賓 | 明朝礼部尚書 1556年-1561年 | 繼任： 袁煒 |